# 百年の孤独 (GARNET CROWの曲)
『百年の孤独』（ひゃくねんのこどく）は、GARNET CROWの28枚目のシングル。2008年10月22日に発売された。

## 解説
前作「夢のひとつ」からわずか2ヶ月でのリリースとなった作品。タイトル曲の「百年の孤独」は、初の映画主題歌に起用された。
「風とRAINBOW／この手を伸ばせば」以来となる2形態での発売で、初回限定盤（CD+DVD）と通常盤（CDのみ）の2形態がある。初回限定盤と通常盤では、CDの収録内容やジャケット、タイアップである『北斗の拳』とコラボレーションしたバックカード（裏ジャケット）のデザインがそれぞれ異なっている。なお、2形態共通の特典として初回プレス分のみ、同年12月17日に発売のライブDVD『GARNET CROW Special live in 仁和寺』との連動特典応募券が封入されている。
初回限定盤はシングルでは初のDVD付きで、DVDには「百年の孤独」のPVを収録（ただし、シングルでは従来収録されているインストゥルメンタルは未収録）。通常盤は収録曲3曲のインストゥルメンタルが追加収録されている。なお、カップリング曲のインストゥルメンタルが収録されるのは本作が初。
前作と同様に、公式サイトに特設ページが開設され、ライナーノーツ等を公開していた。また、シングルとしては初めてiTunes Storeでの配信も発売日と同時にスタートした。

## 収録曲
- 全作詞：AZUKI七 / 作曲：中村由利 / 編曲：古井弘人

### 初回限定盤
CD
1. 百年の孤独
  - ゴー・シネマ配給劇場版アニメ映画『真救世主伝説 北斗の拳ZERO ケンシロウ伝』主題歌[1]
2. Clockwork
3. Secret Path

DVD
1. 百年の孤独 (Promotion Video)

### 通常盤
1. 百年の孤独
2. Clockwork
3. Secret Path
4. 百年の孤独 (Instrumental)
5. Clockwork (Instrumental)
6. Secret Path (Instrumental)

## 収録アルバム
百年の孤独
- STAY 〜夜明けのSoul〜
- THE BEST History of GARNET CROW at the crest...
- THE ONE 〜ALL SINGLES BEST〜

Clockwork
- GARNET CROW REQUEST BEST

Secret Path
- GOODBYE LONELY 〜Bside collection〜